# Marques (piłkarz)
Marques, właśc. Marques Batista de Abreu (ur. 12 marca 1973 w Guarulhos) – piłkarz brazylijski, występujący podczas kariery na pozycji napastnika.

## Kariera klubowa
Karierę piłkarską Marques rozpoczął w klubie Corinthians Paulista w 1993. W lidze brazylijskiej zadebiutował 14 listopada 1993 w zremisowanym 1-1 meczu z CR Flamengo. Z Corinthians zdobył Copa do Brasil w 1990 oraz mistrzostwo stanu São Paulo – Campeonato Paulista w 1995. W 1996 występował w CR Flamengo. Z Flamengo zdobył mistrzostwo stanu Rio de Janeiro – Campeonato Carioca w 1996. W 1997 przeszedł do São Paulo FC. Z São Paulo zdobył kolejny tytuł mistrza stanu São Paulo w 1997.
W latach 1997–2002 występował w Clube Atlético Mineiro. Z Atlético Mineiro zdobył Copa CONMEBOL 1997, dwukrotnie mistrzostwo stanu Minas Gerais – Campeonato Mineiro w 1999 i 2000 oraz został królem strzelców ligi stanowej w 1998. W 2003 wyjechał do Japonii do klubu Nagoyi Grampus Eight. W latach 2005–2006 ponownie występował w Atlético Mineiro. W latach 2005–2006 ponownie występował w Japonii w Yokohama F. Marinos.
Po powrocie do Brazylii po raz trzeci występował w Atlético Mineiro. 29 października 2009 w przegranym 1-2 meczu z Fluminense FC Marques po raz ostatni wystąpił w lidze. Ogółem w latach 1993–2009 wystąpił w lidze w 258 meczach i strzelił 77 bramek. Latem 2010 Marques zakończył karierę piłkarską.

## Kariera reprezentacyjna
W reprezentacji Brazylii Marques zadebiutował 23 grudnia 1994 w wygranym 2-0 towarzyskim meczu z reprezentacją Jugosławii. Ostatni raz w reprezentacji wystąpił 7 marca 2002 w wygranym 6-1 towarzyskim meczu z reprezentacją Islandii. Ogółem w latach 1994–2002 w reprezentacji wystąpił 13 razy i strzelił 2 bramki.